# Gare de Futamata
La gare de Futamata (二俣駅, Futamata-eki) est une gare ferroviaire localisée dans la ville de Fukuchiyama (secteur Ōe), dans la préfecture de Kyoto, au Japon. La gare est exploitée par la compagnie Kyoto Tango Railway, sur la ligne Miyafuku .

## Disposition des quais
La gare de Futamata est une gare disposant d'un quai et d'une voie
| N° de voie | Ligne          | Direction   |
| ---------- | -------------- | ----------- |
| 1          | ▆ KTR Miyafuku | Miyazu      |
| 1          | ▆ KTR Miyafuku | Fukuchiyama |

## Gares/Stations adjacentes
| Direction Miyazu      | Ligne Miyafuku | Ligne Miyafuku | Ligne Miyafuku | Direction Fukuchiyama |
| Ōeyamaguchi-Naiku F10 |                | -              |                | Ōe-Kōkō-Mae F08       |